# NGC 2355
NGC 2355 (другие обозначения — NGC 2356, OCL 496) — рассеянное скопление в созвездии Близнецы.
Этот объект занесён в новый общий каталог несколько раз, с обозначениями NGC 2355, NGC 2356.
Этот объект входит в число перечисленных в оригинальной редакции «Нового общего каталога».